# Pratappur
Pratappur – gaun wikas samiti w zachodniej części Nepalu w strefie Lumbini w dystrykcie Nawalparasi. Według nepalskiego spisu powszechnego z 2001 roku liczył on 991 gospodarstw domowych i 6480 mieszkańców (3166 kobiet i 3314 mężczyzn).